# Schmalenhof (Wuppertal)
Schmalenhof war eine Hofschaft in der ehemaligen Stadt Ronsdorf, heute Stadtteil der bergischen Großstadt Wuppertal. Heute ist der Ort eine Wüstung.

## Lage und Beschreibung
Der Wohnplatz befand sich im Norden der Stadt Ronsdorf auf 299 Meter über Normalnull am Schmalenhofer Bach am Fuße eines Scharpenacken genannten Höhenzugs. Das Gelände des Hofes war zuletzt Teil des ehemaligen gleichnamigen Standortübungsplatzes.

## Geschichte
Schmalenhof wurde erstmals im Jahr 1502 urkundlich erwähnt. Der Hof war Teil der Honschaft Erbschlö im Kirchspiel Lüttringhausen des bergischen Amtes Beyenburg. Später gehörte es nach dessen Gründung dem Kirchspiel Ronsdorf an.
Auf der Topographia Ducatus Montani des Erich Philipp Ploennies aus dem Jahre 1715 und der Charte des Herzogthums Berg des Carl Friedrich von Wiebeking von 1798 ist der Hof als Schmalenhoff bzw. Schmalenhoff verzeichnet.
1832 gehörte Schmalenhof zur Scharpenacker Rotte des ländlichen Außenbezirks der Stadt Ronsdorf. Der laut der Statistik und Topographie des Regierungsbezirks Düsseldorf als Weiler kategorisierte Ort besaß zu dieser Zeit sechs Wohnhäuser und fünf landwirtschaftliche Gebäude. Zu dieser Zeit lebten 54 Einwohner im Ort, alle evangelischen Glaubens. Im Gemeindelexikon für die Provinz Rheinland von 1888 werden sieben Wohnhäuser mit 48 Einwohnern angegeben.
1929 wurde Ronsdorf mit anderen Städten und Gemeinden zu Wuppertal zusammengeschlossen. 1936 wurde das Gebiet um Schmalenhof im Rahmen der nationalsozialistischen Aufrüstung als Standortübungsplatz der neu erbauten Wuppertaler Kasernen umgewidmet und die alten Höfe, darunter Schmalenhof, wurden geräumt. Bis in die 1970er Jahre wurden die Gebäude für militärische Übungen genutzt und anschließend abgetragen.